# Сельское поселение «Деревня Глухово»
Сельское поселение «Деревня Глухово» — муниципальное образование в составе Медынского района Калужской области России.
Центр — деревня Глухово.

## История
Деревни Алёшино, Куфтино, Слобода и другие волости в составе Бобольского стана Боровского уезда, именуемого Буболь, впервые упоминаются в духовной грамоте от 1410 года князя Владимира Андреевича Храброго.

## Население
| 2010 | 2012 | 2013 | 2014 | 2015 | 2016 | 2017 |
| ---- | ---- | ---- | ---- | ---- | ---- | ---- |
| 169  | ↗176 | ↘168 | ↘164 | ↘154 | ↘145 | ↘141 |
| 2018 | 2019 | 2020 | 2021 |      |      |      |
| ↗148 | ↗160 | ↗162 | ↗163 |      |      |      |

## Состав сельского поселения
| №  | Населённый пункт | Тип населённого пункта          | Население |
| -- | ---------------- | ------------------------------- | --------- |
| 1  | Алешино          | деревня                         | →11       |
| 2  | Бабичево         | деревня                         | →0        |
| 3  | Брюхово          | деревня                         | ↘2        |
| 4  | Глухово          | деревня, административный центр | ↘124      |
| 5  | Девино           | деревня                         | ↘0        |
| 6  | Ивановское       | деревня                         | ↘14       |
| 7  | Колодези         | деревня                         | →0        |
| 8  | Куфтино          | деревня                         | ↘0        |
| 9  | Новое Левино     | деревня                         | →0        |
| 10 | Слобода          | деревня                         | ↘2        |
| 11 | Старое Левино    | деревня                         | ↘1        |
| 12 | Троицкое         | деревня                         | ↘15       |